# Lindmania guianensis
Lindmania guianensis là một loài thực vật có hoa trong họ Bromeliaceae. Loài này được (Beer) Mez mô tả khoa học đầu tiên năm 1896.